# Lotus kunkelii
Lotus kunkelii là một loài thực vật có hoa trong họ Đậu. Loài này được (Esteve) Bramwell & D.H.Davis miêu tả khoa học đầu tiên.